# Furacão Ike
O Furacão Ike (IPA: /aɪk/) foi um poderoso ciclone tropical que varreu porções das Grandes Antilhas e da América do Norte em setembro de 2008, causando estragos na infraestrutura e na agricultura, particularmente em Cuba e no Texas. Ike seguiu um caminho semelhante ao Furacão de Galveston de 1900. A nona tempestade tropical, quinto furacão e terceiro maior furacão da temporada de furacões no Atlântico de 2008, Ike desenvolveu-se a partir de uma onda tropical a oeste de Cabo Verde em 1 de setembro e reforçada a um pico de intensidade como furacão de Categoria 4 sobre as águas abertas do Atlântico central em 4 de setembro enquanto seguia para o oeste. Várias flutuações de força ocorreram antes de Ike tocar terra a leste de Cuba em 8 de setembro. O furacão enfraqueceu antes de continuar no Golfo do México, mas aumentou sua intensidade no momento de seu desembarque final em Galveston, Texas, em 13 de setembro antes de se tornar uma tempestade extratropical em 14 de setembro. Os restos de Ike continuaram a percorrer os Estados Unidos e o Canadá, causando danos consideráveis no interior, antes de se dissiparem no dia seguinte.
Ike foi atribuido por pelo menos 195 mortes. Dessas mortes, 74 ocorreram no Haiti, que já tentava se recuperar do impacto de três tempestades (Fay, Gustav e Hanna ) que atingiram a terra no mesmo ano. Sete pessoas morreram em Cuba. Nos Estados Unidos, 113 pessoas foram mortas, direta ou indiretamente, e 16 ainda estavam desaparecidas em agosto de 2011. Devido ao seu imenso tamanho, Ike causou devastação desde a costa da Louisiana até a região do Condado de Kenedy, perto de Corpus Christi, Texas. Além disso, Ike causou inundações e danos significativos ao longo da costa do Mississippi e do Panhandle da Flórida. Danos de Ike em áreas costeiras e interiores dos EUA são estimados em $ 30 mil milhões (2008 USD), com danos adicionais de $ 7,3 mil milhões em Cuba, US$ 200 milhões nas Bahamas e US$ 500 milhões nas Ilhas Turcas e Caicos, totalizando pelo menos US$ 38 mil milhões em danos. Na época, o furacão foi o segundo mais caro da história dos Estados Unidos. A operação de busca e salvamento depois de Ike foi a maior operação de busca e salvamento da história do Texas.

## História meteorológica
As origens do furacão Ike podem ser rastreadas até uma onda tropical bem definida identificada pela primeira vez pelo Centro Nacional de Furacões (NHC) na costa ocidental da África em 28 de agosto. Apesar do desenvolvimento de uma área de baixa pressão associada à onda e sinais de organização em condições favoráveis perto das ilhas de Cabo Verde, o sistema só foi capaz de gerar atividade intermitente de trovoada. A ampla baixa pressão continuou a seguir para o oeste e foi considerada suficientemente organizada para ser classificada como uma depressão tropical às 06:00 UTC em 1 de setembro. A essa altura, o ciclone havia rastreado 1,260 km (780 mi) a oeste de Cabo Verde. Embora a pós-análise tenha indicado que a depressão atingiu a força da tempestade tropical às 12:00 UTC naquele dia, operacionalmente o NHC começou a emitir avisos em Ike três horas depois, momento em que o sistema já havia ganhado inúmeras faixas de chuva curvas e vazão bem estabelecida. Nas próximas horas, Ike desenvolveu faixas de chuva adicionais, mas não conseguiu desenvolver uma área centralizada de convecção devido à presença de ar seco ao sul da tempestade e sua localização em uma área com temperaturas da superfície do mar apenas marginalmente favoráveis. Esses fatores também foram responsáveis pela lenta tendência de desenvolvimento de Ike que começou após a formação.

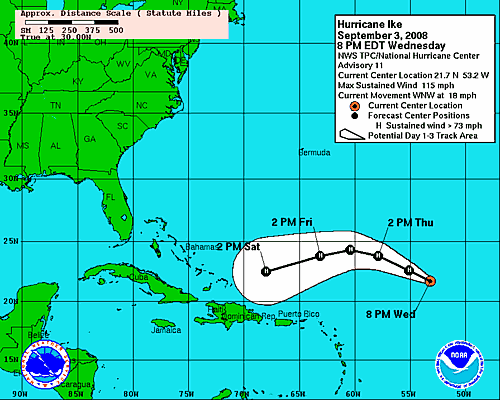
Previsão meteorológica do caminho de Ike em 3 de setembro de 2008

O fortalecimento gradual de Ike começou a acelerar no início de 3 de setembro, com o fortalecimento de uma intensa banda de chuva ao redor do centro da tempestade. Por volta das 15h UTC naquele dia, imagens de microondas indicaram que um olho inicial estava se desenvolvendo dentro da intensificação da tempestade tropical. Seguindo para o noroeste, o NHC atualizou Ike para o status de furacão às 18:00 UTC baseado em estimativas objetivas de intensidade de satélite e na aparência do olho em imagens de satélite visíveis. Durante este tempo, Ike foi centrado 1,110 km (690 mi) leste-nordeste das Ilhas Leeward e estava seguindo para oeste-noroeste como resultado de uma cordilheira subtropical enfraquecida a nordeste. A colocação de Ike em uma área com praticamente nenhum cisalhamento de vento permitiu que o furacão sofresse uma intensificação explosiva, apesar dos ventos desfavoráveis de nível superior ao norte, atingindo a força de furacão maior seis horas após sua designação como furacão. Às 06:00 UTC em 4 de setembro, Ike atingiu o pico com ventos máximos sustentados de 233 km/h (145 mph) e uma pressão barométrica mínima de 935 mbar (27.6 inHg), tornando a tempestade um furacão de categoria 4 na escala de vento do furacão Saffir-Simpson. Após o pico de força, um cume de alta pressão a oeste da tempestade se fortaleceu, fazendo com que Ike seguisse para o sudoeste - um caminho incomum para a época do ano. No entanto, esta trilha também trouxe a tempestade para uma área de forte cisalhamento do vento, fazendo com que a tempestade se tornasse assimétrica na estrutura no final de 4 de setembro e enfraquecer, caindo brevemente abaixo do status de grande furacão em 6 de setembro enquanto 240 km (150 mi) a leste de Grand Turk Island. Embora o cisalhamento do vento tenha diminuído e permitido a reintensificação, Ike flutuaria em força nos próximos dias. Depois de passar perto das Ilhas Turks e Caicos, Ike fez seu primeiro pouso em Inagua nas Bahamas às 13:00 UTC em 7 de setembro com ventos de 201 km/h (125 mph).
Depois de passar por Inagua, o desenvolvimento de uma parede ocular dupla - uma característica que geralmente denota o início de um Ciclos de reposição da parede do olho - Ike enfraqueceu ligeiramente no final de 7 de setembro. No entanto, o furacão conseguiu se reintensificar e atingir a categoria 4 pela última vez antes de atingir a costa perto de Cabo Lucrecia, na costa da província de Holguín em Cuba, às 00:00 UTC no dia seguinte. Embora Ike tenha permanecido bem definido para a maior parte do seu percurso do leste de Cuba, o núcleo do furacão foi interrompido no momento em que atingiu o Mar do Caribe depois de passar algumas horas em terra. No dia seguinte, Ike seguiu para o oeste, paralelamente à costa sul de Cuba sem muita intensificação; às vezes o centro do furacão estava dentro 19 km (12 mi) da ilha. Por volta das 14h UTC em 9 de setembro, Ike fez um segundo desembarque em Cuba, desta vez em Punta La Capitana em Pinar del Río, com ventos de 130 km/h (80 mph). Cerca de seis horas depois, o furacão emergiu no Golfo do México como um sistema ligeiramente enfraquecido.
Apesar do rastreamento de volta sobre a água, a interação prolongada de Ike com Cuba havia perturbado bastante o núcleo do sistema e, em vez de se fortalecer e coalescer rapidamente, o campo de vento da tempestade cresceu e apenas uma intensificação gradual se seguiu. Devido ao núcleo interno comparativamente pequeno da tempestade e à intensidade das bandas de chuva externas, ocorreu um ciclo de substituição da parede do olho, impedindo que Ike se intensificasse rapidamente. Por volta da mesma época, uma área de alta pressão se fortaleceu ao norte do furacão, levando o ciclone mais a oeste do que o inicialmente previsto. Movendo-se sobre as águas quentes do Corrente de Loop, Ike atingiu um mínimo secundário na pressão barométrica às 00:00 UTC com uma estimativa de 944 mbar (27.9 inHg); embora os ventos continuassem a se fortalecer depois, a pressão da tempestade aumentaria. No final de 12 de setembro, Ike alcançou a borda oeste da área de alta pressão próxima e começou a curvar para o norte. A formação de um olho pouco antes do pouso resultou em um ligeiro aumento nos ventos, e às 07:00 UTC em 13 de setembro, Ike atingiu a costa nordeste da Ilha Galveston, no Texas, com uma pressão barométrica mínima de 950 mbar (28 inHg) e ventos sustentados de 180 km/h (110 mph), tornando Ike uma furacão de categoria 2. Depois de seguir sobre o interior, Ike enfraqueceu à medida que acelerou para o norte e depois para o nordeste, enfraquecendo para o status de tempestade tropical a leste da Palestina, Texas, no final de 13 de setembro e mais tarde tornando-se um poderoso ciclone extratropical em 14 de setembro sobre o Ozarks. Seguiu-se uma fase de enfraquecimento mais constante e, após rastrear o sul de Ontário e Quebec, os remanescentes de Ike foram absorvidos por outra baixa extratropical perto do rio São Lourenço, em 15 de setembro.

## Preparações

### Ilhas Turcas e Caicos e Bahamas

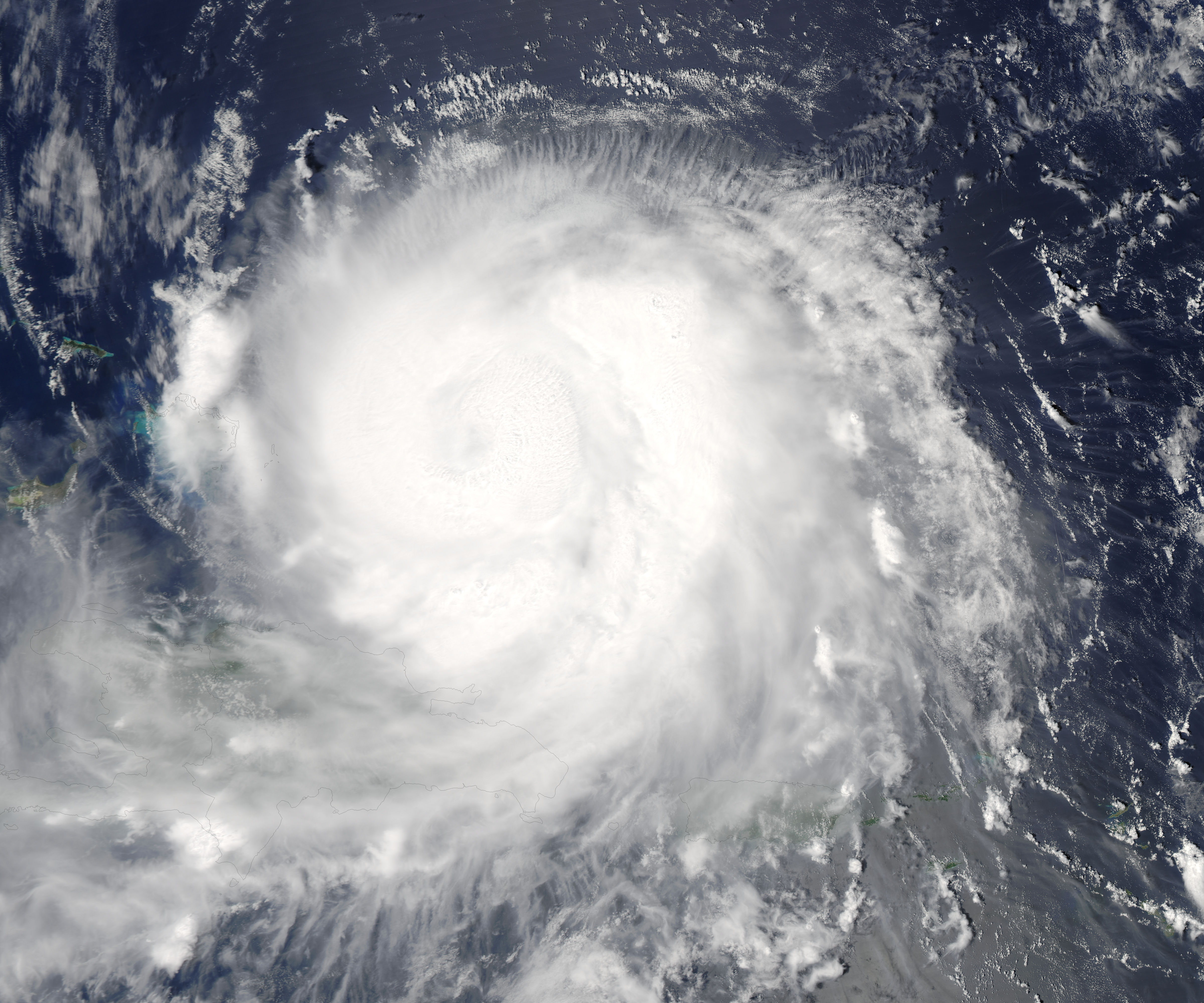
Furacão Ike se aproximando de Cuba como um furacão de categoria 4

Temendo uma repetição do furacão Donna em 1960, a filial ultramarina da Cruz Vermelha britânica começou a preparar planos de contingência para 2.000 pessoas, famílias consideradas em risco de Ike. Um grupo de 260 trabalhadores da construção civil chineses retidos em Middle Caicos após a passagem do furacão Hanna foram evacuados pela Cruz Vermelha britânica. Imediatamente antes da tempestade, 348 pessoas em Grande Turca foram colocadas em abrigos de emergência.

### Flórida

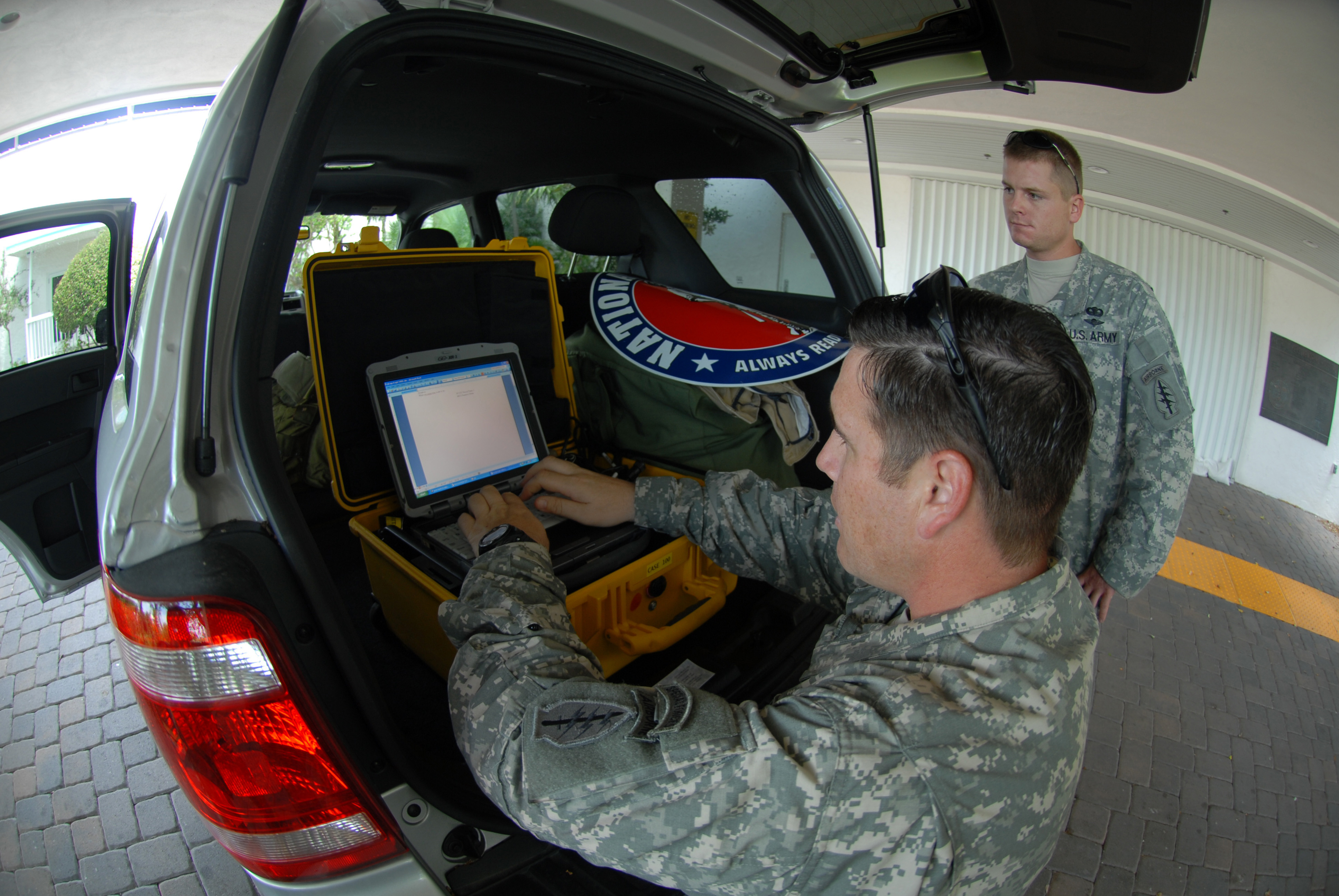
Um guarda nacional do Exército da Flórida usa um conjunto de casos de usuário móvel único para enviar um relatório de situação sobre os preparativos em andamento para o furacão Ike em Key West, Flórida.

Em 5 de setembro, o governador da Flórida, Charlie Crist, declarou estado de emergência antes da chegada de Ike (que deveria ocorrer já em 8 de setembro). As autoridades de Key West emitiram uma evacuação obrigatória para todos os visitantes em 6 de setembro. A Agência Federal de Gestão de Emergências (FEMA) posicionou suprimentos e equipes de resposta a emergências na Flórida e ao longo da Costa do Golfo.
Funcionários de Florida Keys iniciaram evacuações na cadeia de ilhas baixas em fases, começando no final em Key West pelo domingo dia 8 e continuando ao longo do dia - ao meio-dia para as Keys do Meio e às 4 pm para Keys Superiores, incluindo Key Largo. Os visitantes foram orientados a sair no sábado. No total, 15.000 turistas foram evacuados, mas a tempestade permaneceu ao sul, causando apenas uma pequena erosão na praia.

### Texas

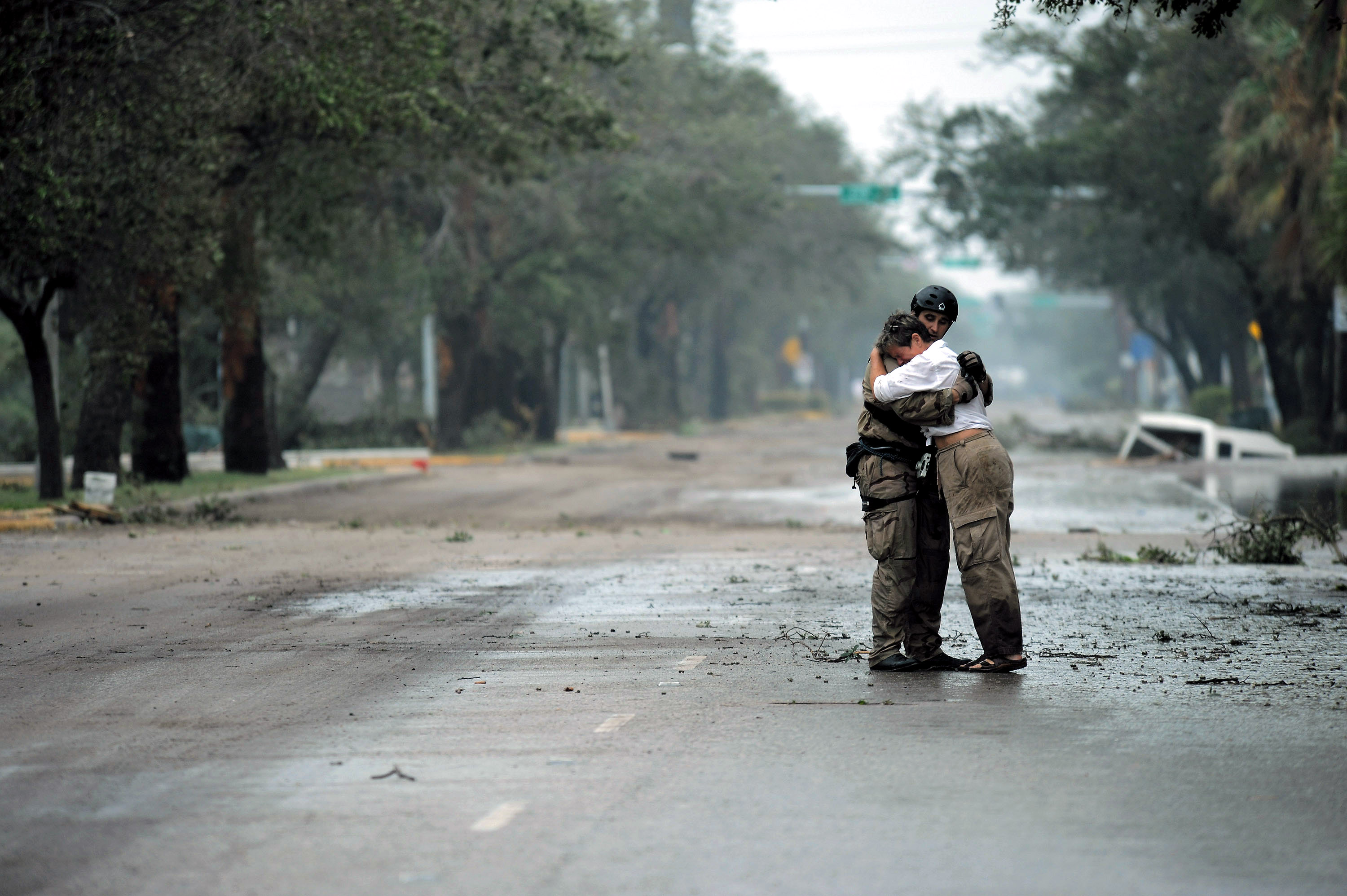
Um sargento da Força Aérea dos EUA recebe um abraço de um morador após o furacão Ike, 13 de setembro de 2008.

Em 7 de setembro, a Texas Water/Wastewater Agency Response Network (TXWARN) ativou sua rede de ajuda mútua com 700 membros e iniciou a coordenação com o State Emergency Operations Center e a Texas Commission on Environmental Quality (TCEQ) para iniciar os preparativos e notificações aos utilitários para se preparar para Ike. As associações estaduais de água rural ativaram redes de ajuda mútua para se preparar para o desembarque de Ike enquanto ainda prestavam assistência às áreas afetadas pelo Furacão Gustav. A Associação Rural de Águas do Texas realizou reuniões com agências estaduais em 9 de setembro, para planejar o desembarque ao longo da costa do Golfo do Texas.
Em 11 de setembro, os modelos de previsão começaram a mostrar Ike chegando ao sul de Galveston. O gerente da cidade, Steven LeBlanc, emitiu na quarta-feira uma ordem de evacuação obrigatória para o extremo oeste da Ilha Galveston. Mais tarde, a ordem de evacuação obrigatória foi estendida a toda a ilha Galveston, bem como às áreas baixas ao redor de Houston, Texas. As evacuações obrigatórias também foram ordenadas para os condados de Jefferson, Orange e Chambers, localizados a leste de Houston. As evacuações voluntárias estavam em vigor para os condados de Hardin e Tyler, bem como de Newton e Jasper. Os moradores que evacuaram antes de Ike foram recebidos por equipes de emergência no Metroplex de Dallas/Fort Worth (DFW), onde receberam um local de refúgio, tratamento médico e provisões. Além das ordens das autoridades locais e estaduais, as autoridades federais estavam completamente envolvidas nas decisões de evacuação. Em 10 de setembro, o presidente dos EUA, George W. Bush, fez uma declaração de emergência para o Texas, disponibilizando mais ajuda federal para preparativos e evacuações. Mais de um milhão de pessoas evacuadas antes do furacão Ike, mas mais de 100.000 pessoas não o fizeram.
Às 8:19 pm (CDT) de 11 de setembro, o Serviço Nacional de Meteorologia dos Estados Unidos em Houston/Galveston, Texas emitiu um boletim com palavras fortes, sobre a maré de tempestade ao longo da costa da Baía de Galveston. O boletim informou que os moradores que vivem em casas unifamiliares em algumas partes do litoral do Texas enfrentarão "morte certa" se não atenderem às ordens de evacuação. Relatórios dizem que até 40 por cento dos cidadãos de Galveston não prestaram atenção aos avisos. Temia-se que fosse o mesmo em Port Arthur, e previa-se que as áreas baixas entre Morgan City, Louisiana e Baffin Bay, Texas, particularmente aquelas áreas a leste da terra do olho projetada de Ike sofreriam os maiores danos de marés de tempestade de até 6.1 m (20 ft).
O preço do gás aumentou na expectativa de danos a algumas das inúmeras refinarias de petróleo ao longo da costa sul do Texas, ou pelo menos atrasos na produção das plataformas de petróleo e gás no Golfo do México. 14 refinarias de petróleo interromperam a produção e cerca de 150 petroleiros e navios de carga aguardavam em alto-mar enquanto todos os portos de Lake Charles, Louisiana a Corpus Christi, Texas, fechavam em preparação para a tempestade.

## Impacto
| País                 | Mortos | Desaparecidos |
| Haiti                | 74     | ?             |
| República Dominicana | 2      | ?             |
| Cuba                 | 7      | ?             |
| Estados Unidos       | 113    | 16            |
| Total                | 196    | 16            |

### Ilhas Turca e Caicos e Bahamas

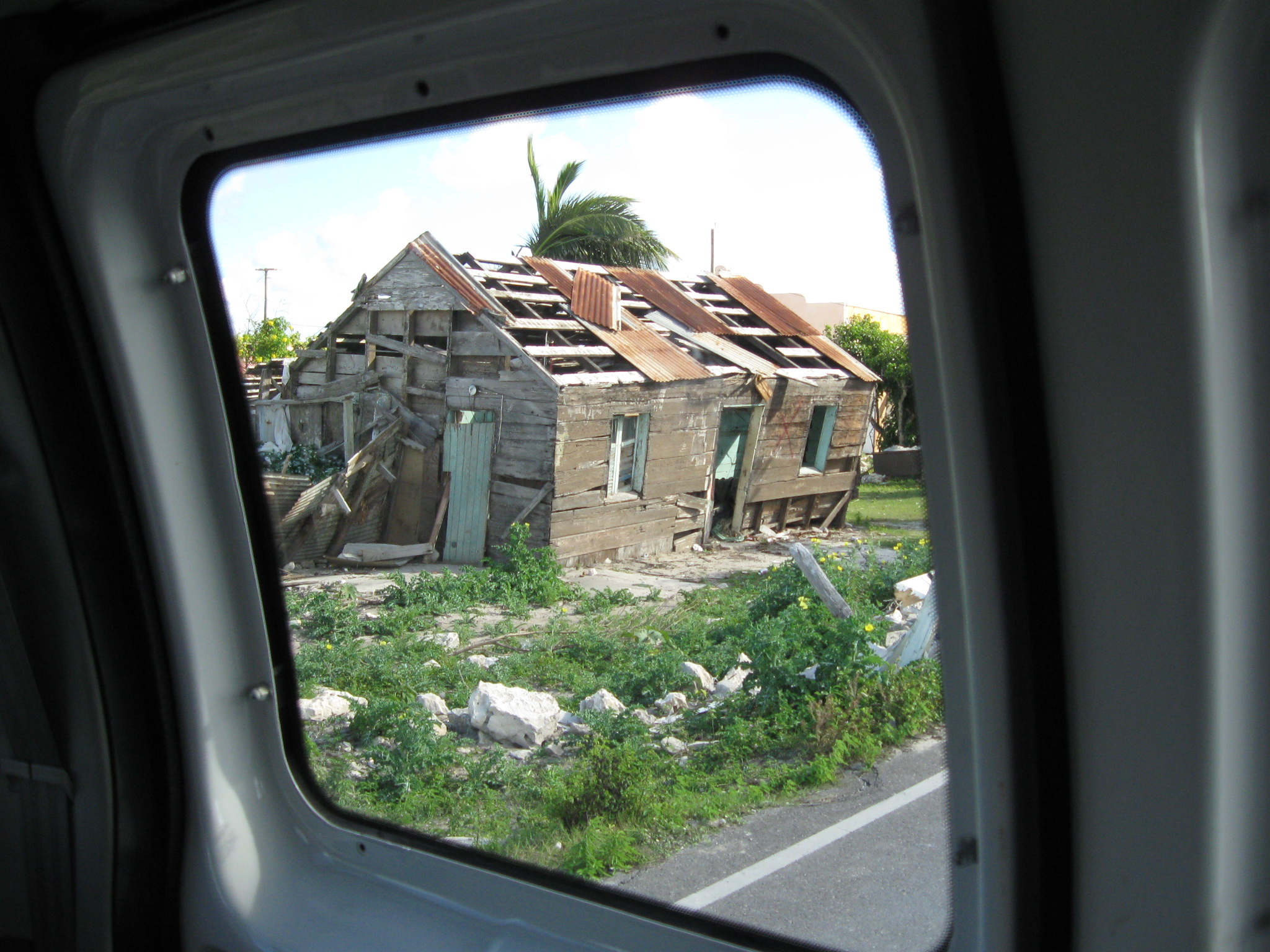
Numerosas casas, edifícios e estruturas danificadas pelo furacão ainda eram encontradas no início de janeiro de 2009 em Grand Turk.

A energia foi perdida em toda a Ilha Grande Turca, estima-se que 80% a 95% das casas foram danificadas, 20% das quais foram uma perda total. Houve também danos estruturais significativos em telhados e edifícios contendo serviços de saúde, resultando na interrupção da maioria dos serviços de saúde. O telhado da farmácia local desabou, destruindo o suprimento de medicamentos prescritos da área, a delegacia de polícia e a prisão foram significativamente danificadas e as instalações de suprimentos locais foram danificadas ou destruídas. Um terminal de navios de cruzeiro de dois anos em Grande Turca, propriedade da Carnival Cruise Lines, foi significativamente danificado. Água e eletricidade também foram interrompidas, mas depois restauradas. Enquanto isso, em Caicos Sul, 95% das casas também foram danificadas, com mais de um terço significativamente danificado ou destruído. Os danos também ocorreram em outras ilhas, principalmente na agricultura ou na indústria pesqueira, mas em geral os danos foram menores.
Os edifícios nas ilhas foram severamente enfraquecidos e 750 pessoas perderam suas casas. Devido à extensão e magnitude dos danos e afetou a população, o Governo das Ilhas Turcas e Caicos declarou áreas de desastre Grande Turca e Caicos Sul.
Na Ilha Grande Inagua, nas Bahamas, oitenta por cento das casas sofreram danos, com quase um terço delas apresentando danos significativos. A fábrica local de Morton Salt foi danificada e encerrou as operações. Algumas ilhas de contorno sofreram danos menores e nenhuma vítima foi relatada. Os danos totais das Ilhas Turcas e Caicos e das Bahamas foram estimados entre US$ 50 milhões e US$ 200 milhões.

### Haiti

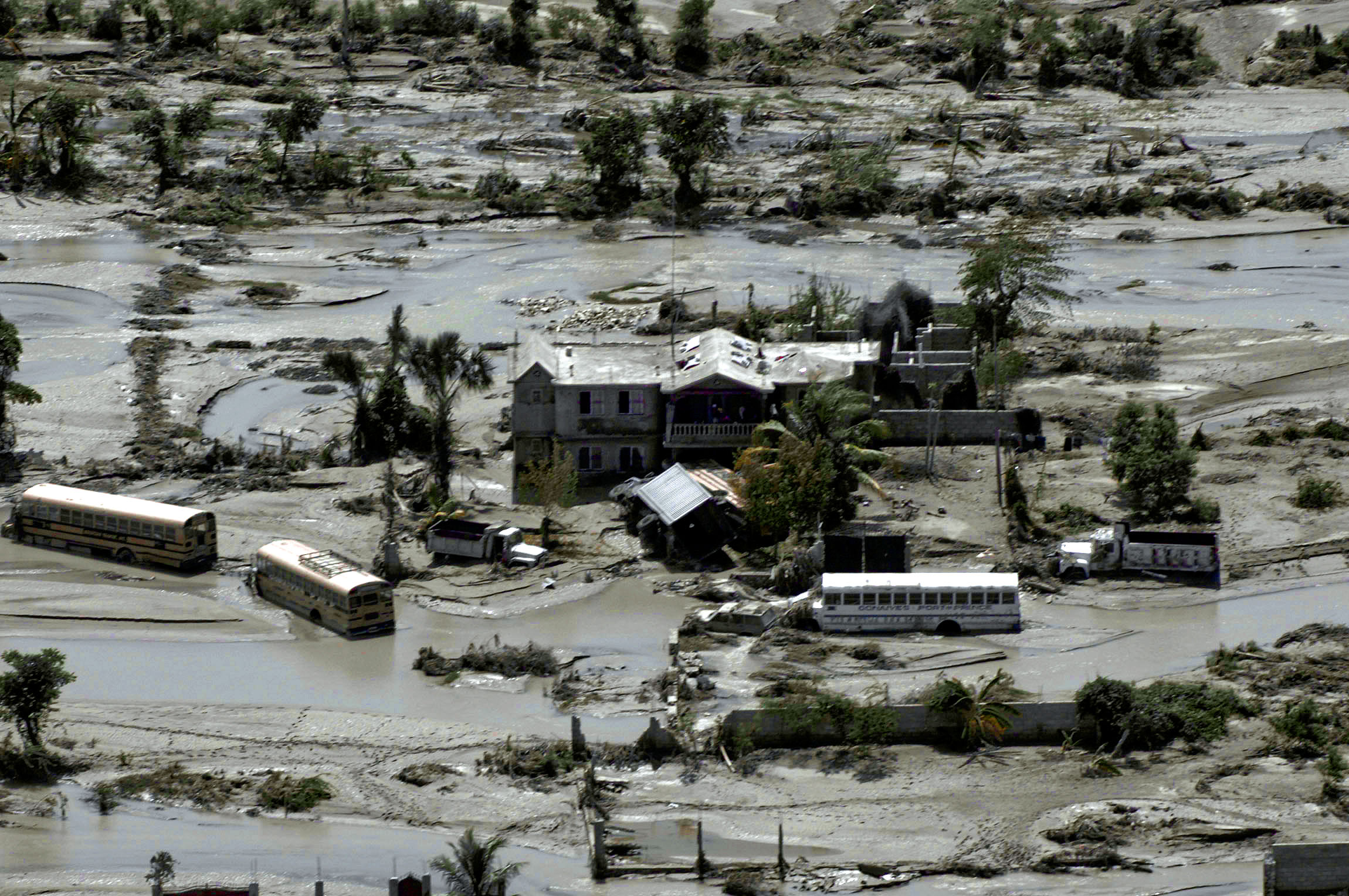
Os restos de uma escola em Port-au-Prince, Haiti em 15 de setembro de 2008

As bandas externas de Ike causaram inundações adicionais no Haiti, que já foi devastado por Hanna e também duramente atingido por Fay e Gustav. A última ponte ainda de pé na cidade de Gonaïves foi destruída, retardando consideravelmente o socorro na comunidade e criando uma profunda crise humanitária e alimentar na região atingida. 74 mortes foram relatadas no Haiti por Ike, a maioria das quais na comunidade costeira de Cabaret, que foi varrida por enchentes e deslizamentos de terra. A primeira-ministra haitiana, Michèle Pierre-Louis, pediu ajuda no final da semana, dizendo que quatro tempestades em três semanas deixaram mais de 550 mortos e até um milhão de desabrigados. Ela também disse que partes de Gonaïves foram tão severamente danificadas que a cidade pode ter que ser reconstruída em outro lugar. Duas mortes adicionais foram relatadas na República Dominicana.

### Cuba
Predefinição:Furacões mais caros em Cuba
Cerca de 2,6 milhões de cubanos, um quarto da população, foram evacuados antes de Ike. Em Baracoa, 200 casas foram destruídas e as ondas estavam com altura de 7 m (23 ft) e atingiram o pico em 12 m (40 ft) em diferentes áreas de Cuba. A furacão de categoria 4 atingiu a costa em 8 de setembro na costa norte do leste de Cuba, na província de Holguín, perto de Puerto de Sama, com ventos sustentados de cerca de 209 km/h (130 mph), causando inundações generalizadas e danos às províncias orientais. Passou pelas províncias centrais de Holguín, Las Tunas e Camagüey, emergindo sobre o mar ao sul de Cuba durante o dia. Ike caiu para a intensidade da Categoria 1 no momento em que cruzou a ilha. Em seguida, seguiu a costa sul de Cuba e atravessou o extremo oeste da ilha na província de Pinar del Río, próximo ao caminho percorrido pelo furacão Gustav dez dias antes. As áreas ocidentais de Cuba, já devastadas por apenas 10 dias antes de Ike atingir, sofreu grandes inundações adicionais da chuva e da tempestade. A safra de cana-de-açúcar foi devastada, com mais de 3,400 km2 (1,300 sq mi) destruído. As culturas de banana, mandioca, café e milho também sofreram danos significativos. Ao lado de Gustav, eles foram descritos como as "piores tempestades de todos os tempos" pelas autoridades cubanas.
No total, sete pessoas foram mortas em Cuba de Ike devido a afogamento ou colapso de estruturas. Mais de 300.000 casas foram danificadas, com uma perda total estimada em 43.000. A estimativa de danos combinados de Ike e Gustav, e sucedendo Paloma é de cerca de US $ 9,7 mil milhões (USD), com US$ 7,3 mil milhões do Ike, tornando Ike o furacão mais destrutivo da história cubana na época. Mais tarde, foi superado pelo furacão Irma quase exatamente nove anos depois.

### Estados Unidos
| 1                                | Katrina | 2005 | $125 000 000 000 |
| 1                                | Harvey  | 2017 | $125 000 000 000 |
| 3                                | Ian     | 2022 | $113 100 000 000 |
| 4                                | Maria   | 2017 | $90 000 000 000  |
| 5                                | Sandy   | 2012 | $65 000 000 000  |
| 6                                | Irma    | 2017 | $52 100 000 000  |
| 7                                | Ida     | 2021 | $50 000 000 000  |
| 8                                | Ike     | 2008 | $30 000 000 000  |
| 9                                | Andrew  | 1992 | $27 000 000 000  |
| 10                               | Michael | 2018 | $25 000 000 000  |
| Fonte: National Hurricane Center |         |      |                  |

Animação de radar de Ike em terra firme

Devido à intensidade da tempestade, o Texas fechou muitas de suas fábricas de produtos químicos e refinarias de petróleo. Como grande parte da capacidade de refinamento de petróleo dos Estados Unidos está localizada no Texas, os fechamentos causaram um aumento temporário nos preços da gasolina, óleo para aquecimento doméstico e gás natural. Os aumentos foram particularmente altos na Carolina do Norte, especialmente nas montanhas, onde os preços médios foram até 60 centavos mais altos que a média nacional. O fechamento das refinarias logo após o furacão Gustav e o tempo necessário para reiniciar a produção também resultaram em escassez de gasolina em lugares como As Carolinas e o Tennessee, em parte como resultado de compras de pânico. 113 mortes diretas e indiretas foram relatadas nos EUA, incluindo 85 no Texas (18 diretas), oito em Luisiana, uma em Arkansas, duas em Tennessee, uma em Kentucky, sete em Indiana, quatro em Missouri, duas em Illinois, dois em Michigan, sete em Ohio e um na Pensilvânia. Em agosto de 2011, 16 pessoas permaneciam desaparecidas, 11 delas na área de Galveston. Em 15 de setembro de 2008, o Congresso dos Estados Unidos fez um minuto de silêncio para aqueles que morreram no furacão.

#### MVAntália
Em 11 de setembro, o MV Antalina, um cargueiro de 178 m (584 ft), estava entre os navios que saíram de Port Arthur para evitar o furacão. O navio tinha uma tripulação de 22 pessoas e transportava uma carga de coque de petróleo. Em 12 de setembro, o motor do navio falhou e o navio ficou à deriva a 90 nmi (170 km) da costa. A tripulação tentou sem sucesso reparar o motor e pediu para ser evacuada pela Guarda Costeira, mas a missão de resgate foi abortada porque as condições meteorológicas não estavam dentro dos parâmetros de segurança. A tripulação foi forçada a enfrentar a tempestade, mas manteve contato com a Guarda Costeira. O navio superou com sucesso a tempestade e todos os 22 membros da tripulação saíram ilesos. Em 13 de setembro, um rebocador foi despachado para devolver a embarcação ao porto.

#### Luisiana

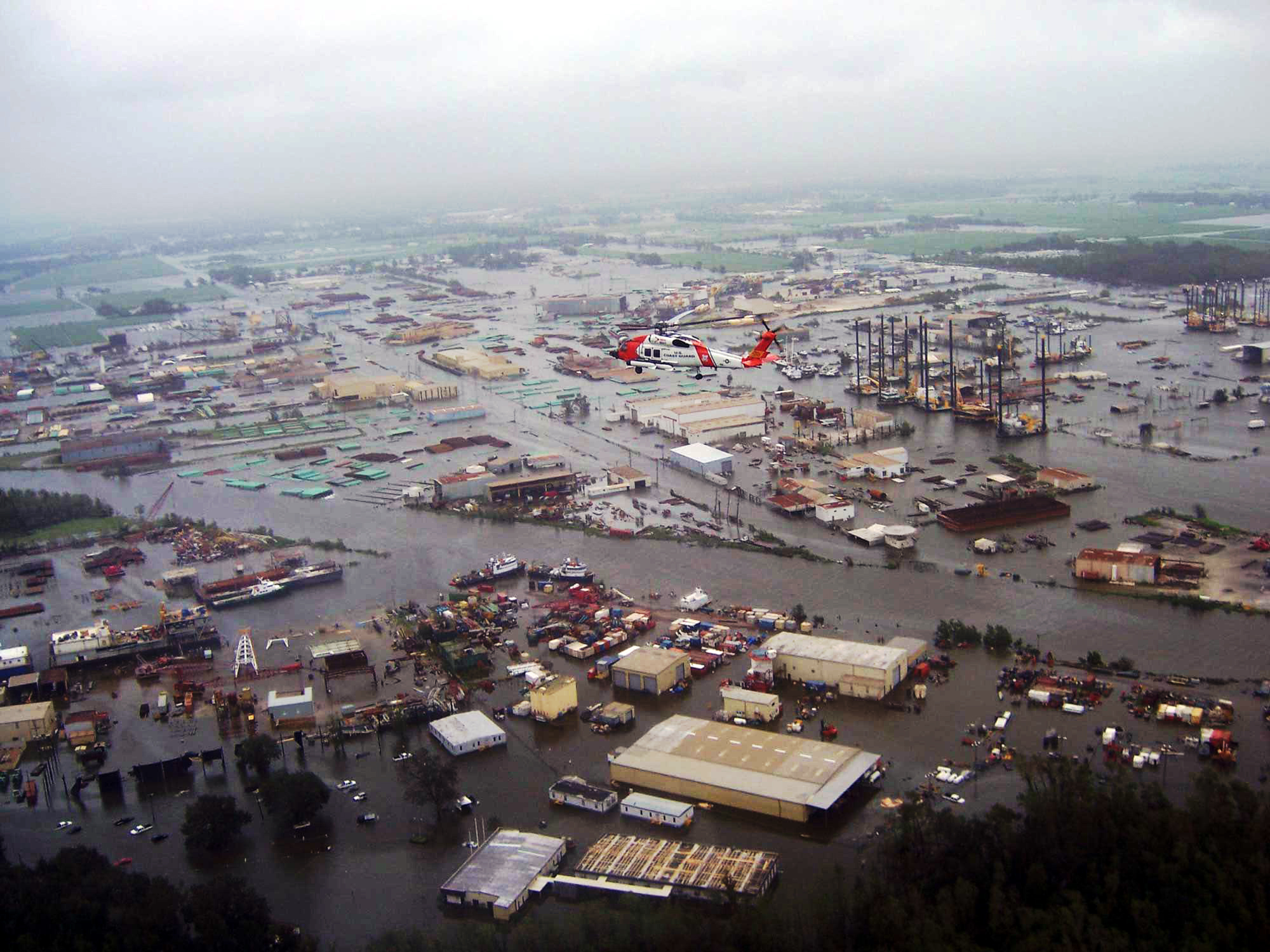
Um helicóptero da Guarda Costeira sobrevoando New Iberia, Louisiana

A maré de tempestade à frente de Ike atingiu a costa da Luisiana bem antes da previsão de chegada de Ike no Texas em 13 de setembro. Áreas no litoral centro-sul e sudoeste da Louisiana, algumas das quais foram inundadas por Gustav, foram re-inundadas como resultado de Ike. Algumas áreas que ainda não haviam se recuperado das quedas de energia de Gustav receberam interrupções adicionais. As áreas mais atingidas foram dentro e ao redor da Paróquia de Cameron, com quase cada centímetro quadrado da costa naquela área foi fortemente inundada, chegando ao norte até Lake Charles, quase 30 milhas para o interior. Centenas de pessoas tiveram que ser resgatadas, incluindo 363 pessoas que foram resgatadas pelas equipes de busca e resgate do Departamento de Vida Selvagem e Pesca da Louisiana em conjunto com a Guarda Nacional da Louisiana e a Guarda Costeira dos EUA.
Uma pessoa foi morta em um bayou inundado na Paróquia de Terrebonne, e uma morte relacionada ao vento foi relatada perto de Houma. Duas outras mortes ocorreram em um acidente de carro na fase de evacuação na paróquia de Iberville, e outras duas mortes relacionadas à tempestade na paróquia de Jefferson Davis que foram consideradas mortes por causas naturais.

#### Texas

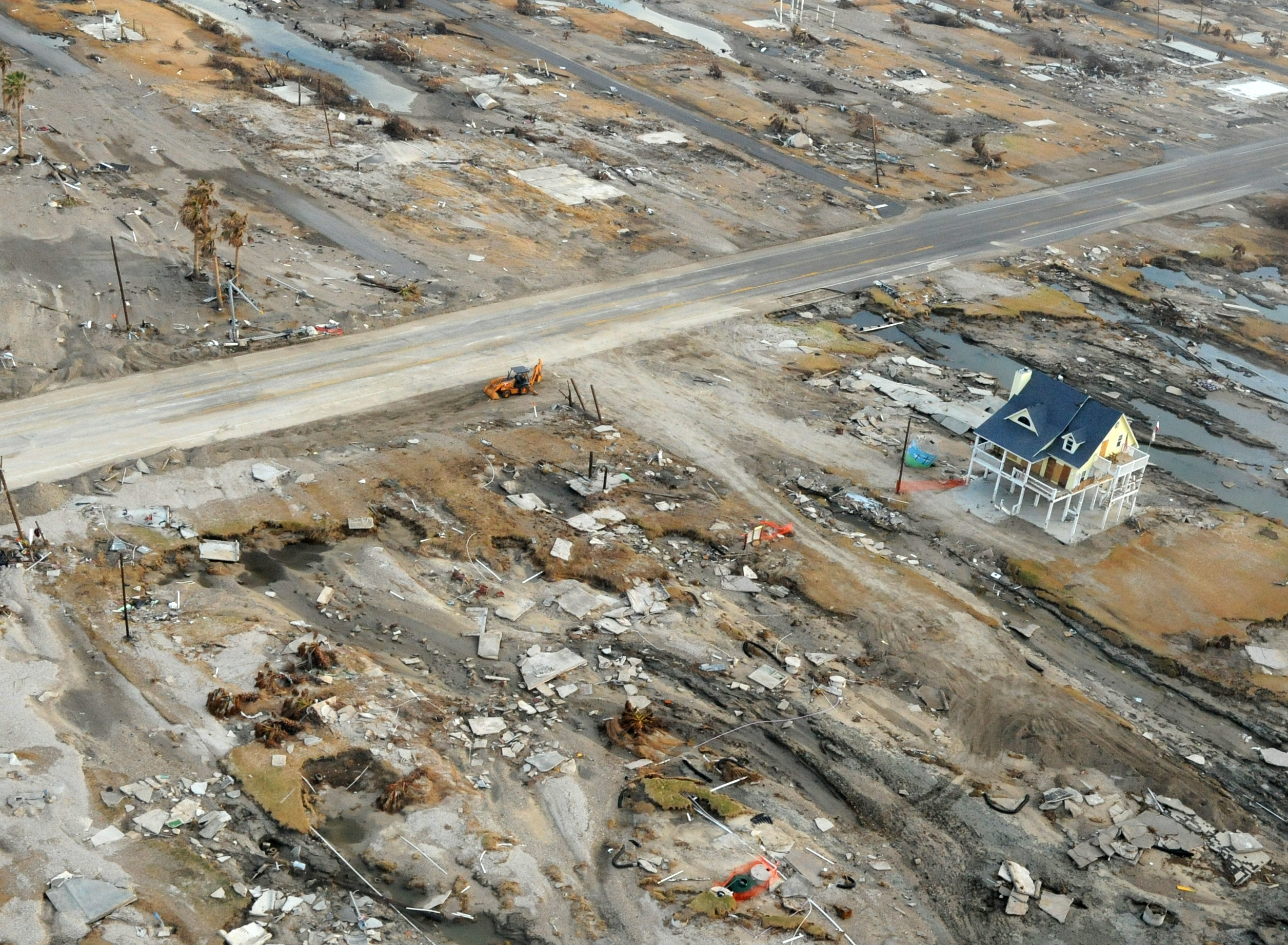
Danos de Ike em Gilchrist, que foi em grande parte destruído pelo furacão

Na manhã de 13 de setembro de 2008, o olho do furacão Ike se aproximou da costa superior do Texas, atingindo a costa às 2h10 a.m. CDT sobre o extremo leste da Ilha Galveston, com uma maré de tempestade alta, e viajou para o norte até a baía de Galveston, ao longo do lado leste de Houston (veja a imagem do caminho da tempestade). As pessoas em áreas baixas que não atenderam às ordens de evacuação, em casas unifamiliares de um ou dois andares, foram avisadas pelo serviço meteorológico de que enfrentariam "morte certa" pela tempestade durante a noite. Quase 16.000 famílias na área de Galveston-Houston ficaram em abrigos temporários sob programas federais de habitação, enquanto 1.700 foram encaminhadas para assistência, mas não puderam ser alcançadas ou tiveram sua ajuda recusada.
Nas cidades regionais do Texas, a energia elétrica começou a falhar em 12 de setembro antes de 8 pm CDT, deixando milhões sem energia (as estimativas variam de 2,8 milhões a 4,5 milhões clientes). As prateleiras dos supermercados na área de Houston ficaram vazias por semanas após a tempestade.

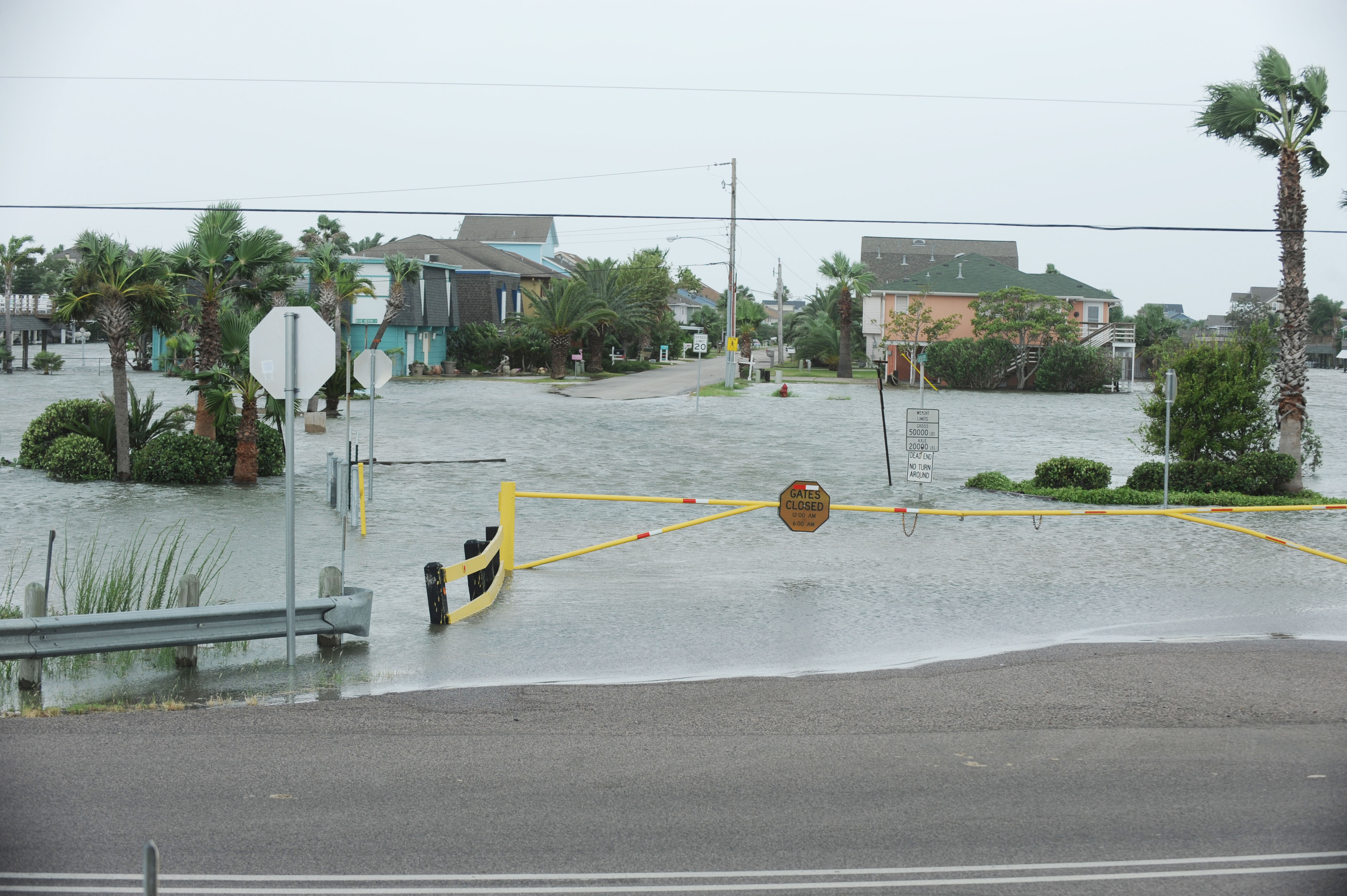
As águas da enchente começam a subir em um bairro de Bayou Vista, Texas.

Em Galveston, pelas 4 pm CDT (2100 UTC) em 12 de setembro, a crescente onda de tempestade começou a ultrapassar os 17 pés (5,2 m) de Galveston Seawall, que enfrenta o Golfo do México; as ondas estavam quebrando ao longo do paredão desde cedo, de 9 am CDT. Embora o Seawall Boulevard seja elevado acima da costa, muitas áreas da cidade descem atrás do paredão até a elevação mais baixa da Ilha Galveston.
Embora houvesse planos de evacuação antecipados, Mary Jo Naschke, porta-voz da cidade de Galveston, estimou que (na manhã de sexta-feira) um quarto dos moradores da cidade não prestou atenção aos pedidos de evacuação, apesar das previsões de que a maior parte da ilha de Galveston sofreria fortes inundações devido à maré de tempestade. Pelas 6 da tarde as estimativas de sexta-feira à noite variavam a quantos dos 58.000 residentes permaneceram, mas os números de residentes restantes estavam na casa dos milhares. Inundações generalizadas incluíram o centro de Galveston: seis pés (2 m) nas profundezas do Tribunal do Condado de Galveston, e o Departamento Médico da Universidade do Texas, o principal hospital do condado de Galveston, sofreu danos significativos devido às inundações. As inundações em larga escala causaram falhas em todos os sistemas das instalações e permitiram que o mofo invadisse todos os edifícios. As atrações turísticas da ilha sofreram vários graus de danos. O Lone Star Flight Museum sofreu danos maciços, pois a maré da tempestade invadiu o aeroporto e os hangares com cerca 2.4 m (8 ft) de água; no entanto, Moody Gardens foi construído com tempestades em mente e foi capaz de resistir ao pior da tempestade.

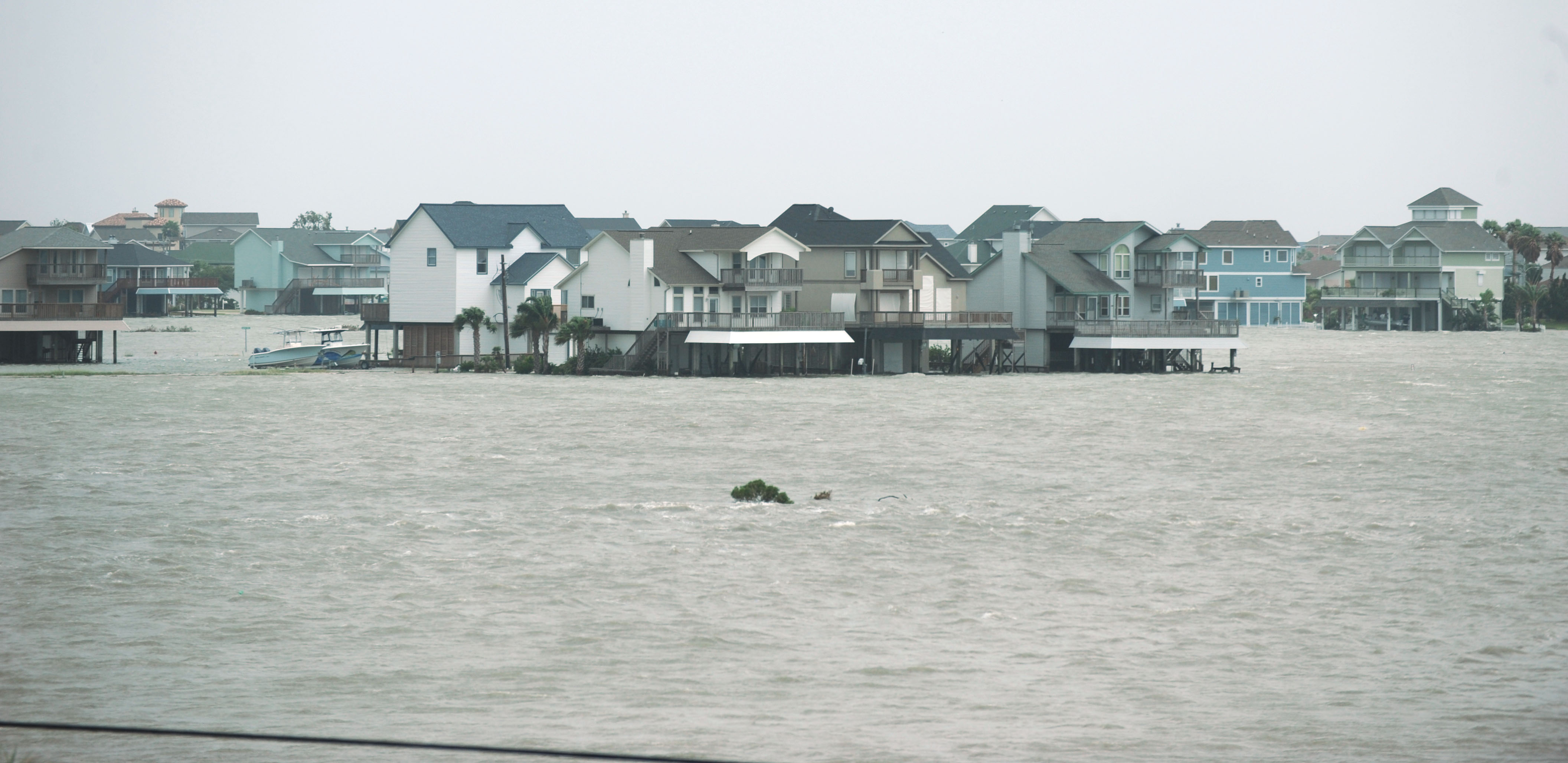
Inundações em Galveston, Texas

Em Houston, janelas também quebraram em prédios do centro da cidade, incluindo o JPMorgan Chase Tower de 75 andares, e o Estádio Reliant perdeu parte de seu telhado. Como resultado do vento forte e da parede do olho que passava diretamente pela cidade, as quedas de energia eram um grande problema. Alguns moradores ficaram sem eletricidade por mais de um mês. Como o sistema de tempestades se moveu rapidamente e não permaneceu sobre Houston, as inundações não foram um grande problema para a maior parte da cidade, como normalmente ocorre em um evento de tempestade, como resultado da topografia relativamente plana.

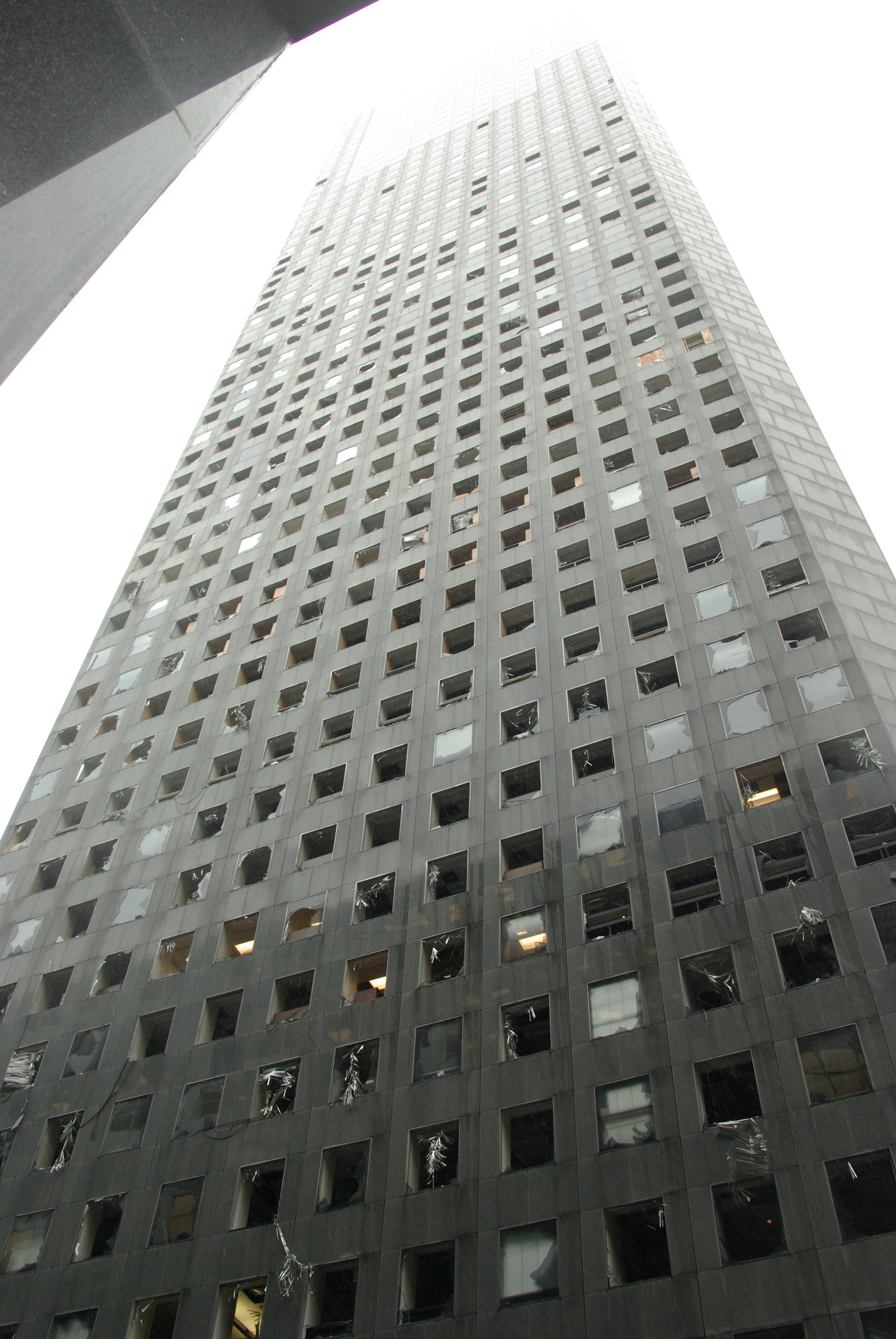
Janelas foram quebradas em todo o JPMorgan Chase Tower.

Na Península de Bolívar, Texas, dezenas de pessoas foram resgatadas quando as águas da inundação ultrapassaram 12 pés (3,7 m) acima do nível do mar antes do furacão. Muitos moradores, alguns presos por água alta na estrada em Rollover Pass e outros em outros lugares ao longo da Península de Bolívar não foram resgatados. A península sofreu o impacto do quadrante frontal direito de Ike, historicamente a pior parte de um furacão, e sofreu danos catastróficos, sendo o pior entre Rollover Pass e Gilchrist, Texas - a oeste de High Island. As estimativas de casas perdidas na península foram de cerca de 80%.
As comunidades do sudeste do Texas de Bridge City em Sabine Lake e grandes áreas de Orange nas proximidades (130 km (80 mi) do centro de terra firme) foram inundadas pela tempestade que viajou até 26 km (16 mi) para o interior da costa. O prefeito de Bridge City, Kirk Roccaforte, estimou que apenas cerca de 14 casas (mais tarde atualizadas para cerca de duas dúzias) na cidade não foram afetadas pelo aumento. Ike também causou danos generalizados pelo vento em todo o sudeste do Texas, mas não foi ruim devido ao Furacão Rita atingir a região em 2005 e o Furacão Humberto em 2007.
O Centro Espacial Lyndon B. Johnson da NASA sofreu pequenos danos no telhado do Centro de Controle de Missão e pequenos danos cosméticos em alguns de seus outros edifícios. As operações da NASA em Ellington Field também sofreram danos no telhado e no toldo, e um hangar foi severamente danificado.

#### Mais para o interior

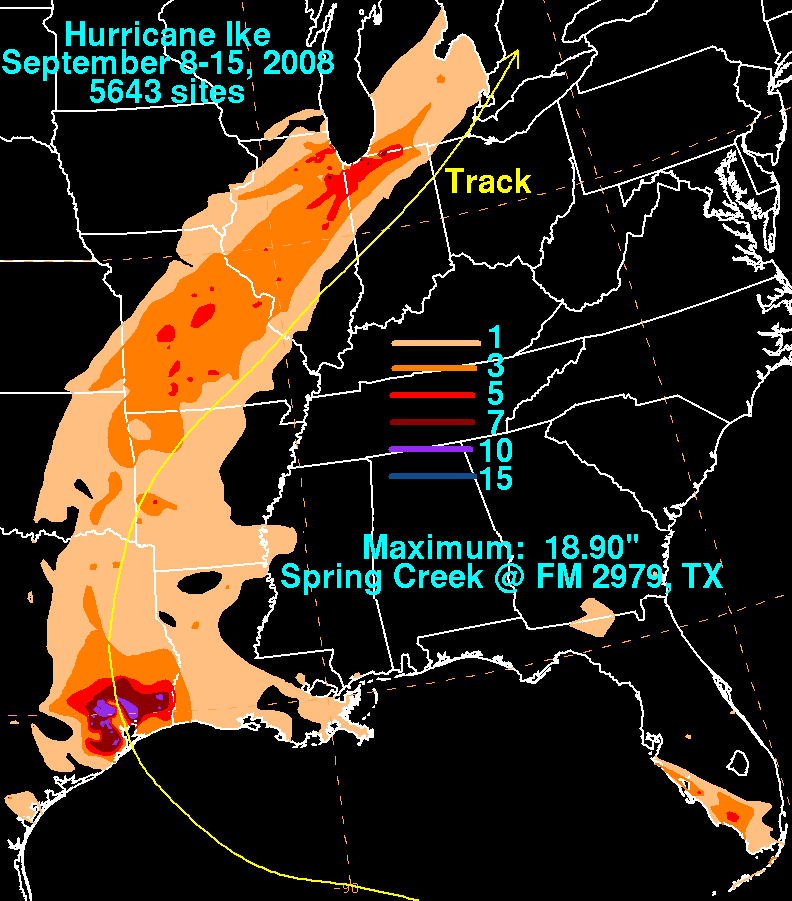
Chuva total da tempestade de Ike nos Estados Unidos

Em 14 de setembro, depois que Ike se tornou extratropical e foi aprimorado por um vale de ondas curtas de nível superior, um grande evento de vento ocorreu no vale de Ohio inferior e médio e nos Grandes Lagos inferiores, e chuvas e inundações significativas ocorreram a oeste. A área metropolitana de St. Louis experimentou condições de furacão, com os remanescentes de Ike causando graves danos às casas. Várias áreas em Illinois e Indiana, já inundadas pelo limite frontal ao norte, registraram chuvas adicionais significativas. Devido às inundações em Chicago, Todd Stroger declarou estado de emergência para Cook County devido à inundação do rio Des Plaines. Rajadas de vento com força de furacão foram relatadas a leste do centro em partes de Kentucky, Indiana, Ohio e Pensilvânia, com danos significativos do vento, incluindo danos estruturais em edifícios e árvores. A área de Louisville declarou estado de emergência devido a grandes danos e falta de energia, e o Aeroporto Internacional de Louisville foi fechado temporariamente. Um porta-voz da LG&E disse que esta foi a pior queda de energia em 30 anos. No final do dia, um estado de emergência estadual foi declarado em Kentucky pelo governador Steve Beshear. O Aeroporto Internacional de Cincinnati-Northern Kentucky também foi temporariamente fechado e a torre de controle foi evacuada. Em Cincinnati, vários relatos de danos no telhado e árvores arrancadas foram chamados à polícia e, em 15 de setembro, a maioria das escolas nos condados de Hamilton, Butler e Warren tiveram aulas canceladas devido a falta de energia, algumas das quais duraram sete dias.
Rajadas de vento de 121 km/h (75 mph) foram registrados em Cincinnati e Columbus, o que equivale aos níveis de vento sustentados encontrados em uma furacão categoria 1. Além disso, um estado de emergência foi declarado em Ohio. Os danos em Ohio foram originalmente estimados em US$ 553 milhões, com 131.000 reclamações de seguro registradas nos primeiros dias após a tempestade. O dano total total em Ohio ultrapassou US $ 1,1 mil milhão, empatando o tornado Xenia de 1974 como a tempestade mais cara da história de Ohio. Também em Salem, Indiana, e Scottsburg, Indiana, rajadas de vento de até 130 km/h (81 mph) foram registrados. Em Indiana, ventos fortes deixaram mais de 200.000 clientes sem energia em todo o estado. Rajadas de vento de 101 km/h (63 mph) foram registrados no Aeroporto Internacional de Indianápolis.
Chegando a Indianápolis, em 14 de setembro, Ike também causou interrupções no primeiro Grande Prêmio de motocicletas realizado em Indianápolis, interrompendo as corridas de 125cc e MotoGP após dois terços da distância da corrida e causando o cancelamento da corrida de 250cc. No Arkansas, cerca de 200.000 clientes perderam energia como resultado dos ventos, a pior perda de energia naquele estado desde uma tempestade de gelo em 2000. Na área de Louisville, mais de 300.000 clientes ficaram sem energia — a pior queda de energia da história da concessionária. A área metropolitana de Cincinnati também foi duramente atingida, com mais de 927.000 clientes perdendo energia naquela região. Um porta-voz da Duke Energy disse: "Nunca vimos nada assim. Nunca. Estamos falando de 90% de nossos clientes sem energia." Havia tantas quedas de energia e tão poucos trabalhadores disponíveis A Duke Energy estava pensando em enviar trabalhadores de sua base em Charlotte, Carolina do Norte. Muitas casas e empresas ficaram sem energia por 3 a 7 dias. As Escolas Públicas de Cincinnati cancelaram as aulas para os alunos por pelo menos três dias para todas as escolas. Na área de Dayton, Ohio, 300.000 dos 515.000 clientes da Dayton Power & Light Co. perderam energia em algum momento após fortes tempestades de vento na tarde de 14 de setembro, de acordo com um porta-voz da empresa. Também foram duramente atingidos o centro de Ohio (com mais de 350.000 clientes perdendo energia) e o nordeste de Ohio (com mais de 310.000 clientes perdendo energia), bem como Illinois (49.000), Missouri (85.000), e oeste Pensilvânia (com mais de 180.000 clientes perdendo energia). No oeste do Kentucky, equipes externas tiveram que ser trazidas de lugares tão distantes quanto o Mississippi para restaurar a energia. Em Indiana, cerca de 350.000 clientes perderam energia em todo o estado, principalmente na parte sul do estado. No estado de Nova York, mais de 100.000 clientes ficaram sem energia. No total, 28 mortes foram atribuídas a Ike nos estados do interior.

### Canadá

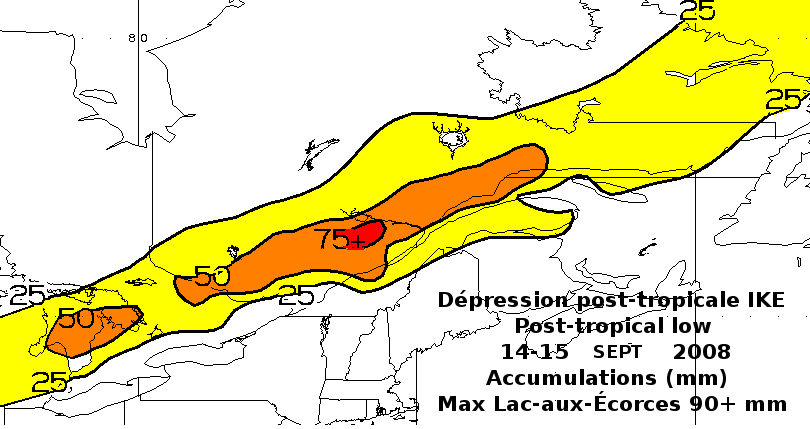
Acumulações no Canadá

Em Ontário, os restos de Ike trouxeram uma quantidade recorde de chuva no domingo, 14 de setembro, na região de Windsor. Ele estava seguindo de perto um sistema frontal lento que inundou a cidade no dia anterior, despejando 75.2 mm (2.96 in) de chuva e quebrando o antigo recorde de 39.1 mm (1.54 in) em 1979, de acordo com o Environment Canada. A maioria dos danos na área de Windsor com Ike foi confinado a linhas de energia derrubadas e galhos de árvores derrubados com as rajadas de vento chegando a 80 km/h (50 mph), com alagamentos irregulares nas ruas que tornavam a condução completamente traiçoeira em algumas áreas. Rodovias foram destruídas na Península de Bruce, e árvores foram arrancadas em Londres, Ontário. A tempestade continuou a causar danos causados pelo vento e pela chuva enquanto continuava a leste ao longo do rio St. Lawrence deixando cerca de 25.000 clientes sem eletricidade, especialmente em Belleville, Brockville, Bancroft, Peterborough, Bowmanville, Huntsville e Timmins.
Em Quebec, as regiões ao norte do rio São Lourenço receberam 50 mm (2.0 in) para 70 mm (2.8 in) de precipitação ( Hautes-Laurentides, Haute- Mauricie, Réserve faunique des Laurentides, Saguenay-Lac-Saint-Jean, Charlevoix e Côte-Nord ). A precipitação máxima foi registrada entre Lac-St-Jean e a Réserve faunique des Laurentides com uma estação registrando mais de 90 mm (3.5 in) de chuva Ao longo do rio, a quantidade foi maior nos 10 mm (0.4 in) e 30 mm (1.2 in), exceto na área da cidade de Quebec, que recebeu quase 50 mm (2.0 in), a maior parte entre as 7:00 pm e 8:00 PM. Essa chuva causou pequenas inundações, transbordamentos de bueiros e fechou uma importante rodovia. Em Montreal, os altos níveis de umidade empurrados pelo sistema causaram mau funcionamento elétrico em uma das linhas do metrô, encalhando mais de 25.000 passageiros. Ventos fortes até 78 km/h (48 mph) fez com que, no pior dos casos, mais de 25.000 residências perdessem eletricidade em Montreal, Laval, Estrie e Montérégie e quando chegou às Ilhas Madalena, teve força suficiente para fazer com que um veleiro, o Océan, afundasse. Seus seis passageiros foram resgatados por um helicóptero da Guarda Costeira canadense.
O "Ike Spike" nos preços da gasolina foi bastante severo no Canadá, com os preços da gasolina subindo de 15 a 20 centavos por litro.

### Islândia
Os restos de Ike combinados com uma depressão incomum que afetou o sudoeste da Islândia em 17 de setembro, três dias depois que Ike se tornou extratropical. A tempestade produziu ondas de 9 m (30 ft) ao longo da costa sudoeste da ilha. A precipitação atingiu o pico perto 200 mm (7.9 in) perto de Reykjavík. As rajadas de vento foram medidas até 143 km/h (89 mph). Ventos fortes na parte traseira do sistema produziram uma grande tempestade de poeira nas áreas do norte da ilha.

## Consequências

### Ilhas Turks e Caicos e Bahamas
Devido aos danos causados pelo Ike nas Ilhas Turks e Caicos, o governo insular declarou as ilhas de Grand Turk e South Caicos como áreas de desastre. Os danos nas ilhas foram examinados imediatamente após a passagem do furacão por uma equipe de avaliação do CDERA da Jamaica. Após a ocorrência de grandes quedas de energia, a Cooperação de Serviços de Utilidades Elétricas do Caribe se ofereceu para apoiar a restauração dos serviços de energia. O britânico HMS Iron Duke (F234) foi enviado às ilhas para ajudar nos esforços de recuperação, e o pessoal da Cruz Vermelha britânica também foi despachado.

### Críticas à ajuda
Após o furacão Ike, muitos moradores solicitaram empréstimos à FEMA e trailers da FEMA. Muitos moradores foram forçados a esperar várias semanas até que seus trailers chegassem. Alguns esperaram até dois meses, morando em hotéis, em casas de parentes a vários quilômetros de distância, ou em suas casas, sem energia elétrica ou água encanada. Muitos moradores ficaram indignados com a resposta que a FEMA deu ao problema. Os líderes do estado do Texas também acusaram a FEMA de arrastar os pés e insensibilidade.
US$ 3,1 mil milhões em ajuda federal acabaram sendo alocados ao Texas pelo Departamento de Habitação e Desenvolvimento Urbano. Ele deveria ser usado para reparar casas unifamiliares de famílias de baixa e média renda, mas a partir de 2011 apenas 10% desses fundos foram liberados, enquanto o restante foi retido por causa da "burocracia estatal".

### Problemas de saúde pública e mental
O furacão Ike também trouxe muitos problemas de saúde para as vítimas. Danos nas casas e no meio ambiente ajudaram a criar esses problemas entre o público. Após o desastre, as comunidades foram desafiadas a fornecer o tratamento médico correto em salas de emergência e outras instalações médicas. Desenvolveu estresse restringindo vítimas de seus serviços básicos de saúde. Orange County teve uma perda de capacidade de 88,5% nas instalações de cuidados intermediários, reduzindo sua capacidade geral. No final de outubro, cinco hospitais que costumavam atender as áreas afetadas pelo furacão permaneceram fechados, enquanto apenas um hospital continuava funcionando, mas com limite de pacientes.
A necessidade de serviços de saúde mental aumentou após o desastre, especialmente para depressão e transtorno de estresse pós-traumático. A maioria dos indivíduos não evoluirá para problemas comportamentais ou de saúde mental constantes, mas a Organização Mundial da Saúde estima que entre cinco e dez por cento das vítimas terão mais problemas de longo prazo. Entrevistas por telefone e diagnósticos de saúde mental foram ordenados aleatoriamente às famílias sobre os efeitos do furacão Ike. As ocorrências de saúde mental pós-desastre foram de 5,9% para transtorno de estresse pós-traumático, 4,5% para episódio depressivo maior e 9,9% para transtorno de ansiedade geral. O Galveston Bay Recovery Study (GBRS) foi uma pesquisa distribuída por meio de uma amostragem aleatória estratificada por conglomerados de vítimas na área da Baía de Galveston para pesquisa sobre estresse traumático e exposição a desastres. Quando as vítimas pesquisadas foram questionadas sobre como se sentiam e o que experimentaram após o furacão, houve uma resposta emocional imediata ao medo da perda de propriedade, emprego, deslocamento e danos. As crianças foram alvo de abuso físico por parte dos pais e responsáveis por causa da perda de propriedade e emprego. Resultados de transtorno de estresse pós-traumático, sintomas depressivos, sintomas de ansiedade, disfunções e deficiências foram relatados quando perguntados sobre o quão estressante suas vidas têm sido desde o furacão Ike. Houve aumento de deficiências, interferência nas atividades sociais e comportamentos de saúde como comer mal, fumar mais e inquietação. O desenvolvimento desses problemas de saúde mental foi devido à falta de roupas limpas suficientes, eletricidade, comida, dinheiro, transporte ou água por pelo menos uma semana.
Vítimas e trabalhadores enfrentam inúmeros riscos residenciais e ocupacionais durante o processo de reparação de suas casas ou comunidade. A exposição a materiais perigosos durante o processo criou ameaças à saúde de doenças, contaminação do ar, inalação de fumaça e envenenamento por chumbo. À medida que as vítimas de desastres voltam para suas casas danificadas, as crianças foram expostas aos destroços e outros perigos, desenvolvendo um risco de ferimentos. Após o furacão por causa de falta de energia, indivíduos e famílias usaram geradores portáteis incorretamente, causando envenenamento por monóxido de carbono. Oitenta e dois por cento a 87 por cento do monóxido de carbono foram causados pelo uso indevido de geradores. O Departamento de Serviços de Saúde do Estado do Texas emitiu que os geradores a gasolina não devem ser usados em ambientes fechados. Cinquenta e quatro pessoas foram relatadas pelos centros de veneno do Texas como tendo exposição ao monóxido de carbono relacionada a tempestades. A Sociedade Médica Submarina e Hiperbárica e o Centro de Controle de Doenças relataram que 15 pessoas tiveram que se submeter a tratamento com oxigênio hiperbárico por envenenamento por monóxido de carbono. Os sintomas da exposição foram dores de cabeça, náuseas e vômitos com a maioria dos casos tratados com idade inferior a dezoito anos.

### Esportes
O Furacão Ike forçou o Houston Astros e o Chicago Cubs a jogar seu set de 3 jogos em Milwaukee no Miller Park. Ike também forçou o adiamento do jogo da segunda semana da NFL entre o Houston Texans e o Baltimore Ravens. O jogo foi mais tarde feito em Houston depois que os reparos foram feitos no Reliant Stadium em 9 de novembro de 2008. Também forçou o jogo de futebol da NCAA em 13 de setembro entre o Houston Cougars e o Air Force Falcons a ser transferido do Robertson Stadium, em Houston, para o Gerald Ford Stadium, em Dallas. Ike também forçou o adiamento de um jogo do Texas Longhorns em Austin, Texas devido ao aumento do tráfego de evacuados nos abrigos da cidade. O jogo de futebol Sam Houston Bearkats com a Prairie View A&M também foi cancelado. Os ingressos para a World Wrestling Entertainment (WWE) WrestleMania XXV foram originalmente programados para serem colocados à venda em 20 de setembro de 2008, mas foi adiado devido ao efeito de Ike no estado do Texas até 8 de novembro de 2008.

### Os esforços de ajuda
Houve uma série de esforços de ajuda para ajudar os apanhados em Ike, incluindo um criado por Portlight e Weather Underground. A maioria deles levantou pelo menos US $ 10.000 para ajudar. O esforço Portlight/Weather Underground criou alguma controvérsia inicial surgindo da inesperada resposta esmagadora aos pedidos de assistência.
A Portlight entregou mais de US$ 500.000 em equipamentos para pessoas com deficiência e comunidades periféricas que foram impactadas pelo furacão Ike. Eles também entregaram pizza para os moradores da península de Bolívar e ajudaram a organizar uma festa de Natal para os moradores de Bridge City, Texas.
A Direct Relief, uma organização de resposta a emergências, forneceu mais de US$ 1,1 milhão em ajuda emergencial para furacões em 20 de setembro de 2008. A organização enviou remessas que continham medicamentos e suprimentos de higiene.

### Derramamentos de petróleo e gás
Os ventos, ondas gigantes do furacão Ike jogaram tanques de armazenamento e perfuraram oleodutos. No entanto, operadoras no Golfo do México (desde grandes produtores integrados como BP e Shell até pequenas empresas independentes independentes) fecharam as operações antes da abordagem de Ike como medida de precaução. Como resultado desses desligamentos, a produção de petróleo dos EUA caiu de 790,000 m3/d (5 Mbbl/d) para 640,000 m3/d (4 Mbbl/d) logo após o furacão. No final de novembro, a produção foi restaurada aos níveis pré-Ike. Apesar do furacão, apenas 1,900 m3 (500,000 US gal) de petróleo bruto se dividiram no Golfo do México e nos pântanos, igarapés e baías da Louisiana e do Texas em uma distância costeira de 298 km (185 mi). Grande parte do derramamento ocorreu na área de High Island, no condado de Galveston, Texas, onde a tempestade subiu sobre um campo petrolífero baixo e inundou a área pantanosa em torno de vários poços produtores, bombas de feixe e tanques de armazenamento. Durante os dias anteriores e posteriores à tempestade, empresas e moradores relataram cerca de 448 liberações de gás, petróleo e outras substâncias no meio ambiente na Louisiana e no Texas. Os locais mais atingidos foram os centros industriais perto de Houston e Port Arthur, no Texas, bem como as instalações de produção de petróleo na costa da Louisiana.
A Guarda Costeira, com a Agência de Proteção Ambiental e agências estaduais, respondeu a mais de 3.000 relatórios de poluição associados à tempestade e sua onda ao longo da costa superior do Texas. A maioria das pessoas reclama de tanques de propano abandonados, latas de tinta e outros recipientes de materiais perigosos que aparecem em pântanos, quintais e outros lugares.

### Colisão de petroleiro com plataforma de perfuração
Em 6 de março de 2009, um navio-tanque norueguês de 159.000 toneladas, SKS Satilla, colidiu com a plataforma de perfuração jackup Ensco 74, operada pela Valaris plc, que havia desaparecido após o desembarque do Ike. O casco duplo do petroleiro evitou um derramamento de óleo no local, 105 quilômetros ao sul de Galveston, que fica a 115 quilômetros a oeste da posição original da plataforma. Quatro sondas de perfuração, incluindo a Ensco 74, foram danificadas por Ike, mas a Ensco 74 foi a única sonda que faltava. Pelo menos 52 plataformas de petróleo foram danificadas pelo Ike.

### Aposentadoria
Por causa dos enormes danos, número de mortes e pessoas desaparecidas, o nome Ike foi oficialmente aposentado em 22 de abril de 2009 pela Organização Meteorológica Mundial e nunca mais será usado para um ciclone tropical no Atlântico. Foi substituído por Isaias para a temporada de 2014. Isaías, porém, não foi utilizado em 2014. Em vez disso, foi usado em 2020 pela primeira vez.

### Mitigação futura
Uma comissão foi estabelecida por Rick Perry, o governador do Texas, após o furacão para investigar a preparação e mitigação de desastres futuros. Foi apresentada uma proposta para construir um " Ike Dike ", um sistema de diques maciço que protegeria a Baía de Galveston e as importantes instalações industriais que revestem a costa e o canal do navio, de uma futura tempestade potencialmente mais destrutiva. A proposta ganhou amplo apoio de uma variedade de interesses comerciais. Desde 2009, está atualmente apenas na fase conceitual.

## Na cultura popular
O furacão Ike é retratado no final do thriller de 2018 Galveston, que foi ambientado principalmente em Galveston e perto de Galveston em 1988, depois salta para 2008 para estabelecer o desfecho do filme.